# Salogo
Salogo là một tổng của tỉnh Ganzourgou ở đông trung bộ Burkina Faso. Thủ phủ của tổng này là thị xã Salogo. Theo điều tra dân số năm 2006, tổng này có dân số 21.405 người.

## Các thị xã và các làng
- Thị xã Salogo (3.368 dân)
- Boilghin	(1.101 dân)
- Filiba (1.511 dân)
- Foulgo (843 indân)
- Gnégnéogo	(1.864 dân)
- Koumséogo	(2.589 dân)
- Nonghin	(1.333 dân)
- Sambtenga	(903 indân)
- Sankango	(1.651 dân)
- Tandaga	(753 dân)
- Tansablogo (800 dân)
- Yamegtenga (1.410 dân)
- Zamsé	(1.258 dân)
- Zoétgomdé	(186 dân)
- Zomnogo	(2.111 dân).[2]